# Markus Heppke
Markus Heppke (ur. 11 kwietnia 1986 w Essen) piłkarz niemiecki grający na pozycji prawego obrońcy.

## Kariera klubowa
Heppke jest wychowankiem klubu Blau-Gelb Überruhr, do którego zaczął uczęszczać już w wieku 6 lat. Następnie w 1999 roku trafił do młodzieżowej drużyny FC Schalke 04. W 2005 roku przeszedł do kadry amatorskiej walczącej w rozgrywkach Oberligi, a w sezonie 2006/2007 roku został włączony do kadry pierwszego zespołu. W Bundeslidze zadebiutował 18 listopada 2006 w wygranym 4:2 wyjazdowym spotkaniu z Energie Cottbus, gdy w 90. minucie zmienił Petera Løvenkrandsa. Więcej w tamtym sezonie nie zagrał, toteż miał niewielki udział w wywalczeniu przez Schalke wicemistrzostwa Niemiec.
Po grze w rezerwach Schalke Heppke odszedł w 2009 roku do drugoligowego Rot-Weiß Oberhausen. Z kolei w 2010 roku został piłkarzem Wuppertaler SV.
| Sezon   | Klub                | Kraj   | Rozgrywki     | Mecze | Bramki |
| ------- | ------------------- | ------ | ------------- | ----- | ------ |
| 2006/07 | FC Schalke 04       | Niemcy | Bundesliga    | 1     | 0      |
| 2007/08 | FC Schalke 04       | Niemcy | Bundesliga    | 0     | 0      |
| 2008/09 | FC Schalke 04       | Niemcy | Bundesliga    | 0     | 0      |
| 2008/09 | Schalke 04 II       | Niemcy | Regionalliga  | 15    | 2      |
| 2008/09 | Rot-Weiß Oberhausen | Niemcy | 2. Bundesliga | 17    | 2      |
| 2009/10 | Rot-Weiß Oberhausen | Niemcy | 2. Bundesliga | 19    | 0      |
| 2010/11 | Wuppertaler SV      | Niemcy | Regionalliga  |       |        |

## Kariera reprezentacyjna
W 2005 roku Heppke wziął udział wraz z reprezentacją Niemiec U-19 w Mistrzostwach Europy U-19 w Irlandii Północnej. Z Niemcami dotarł do półfinału tego turnieju.